# Loros

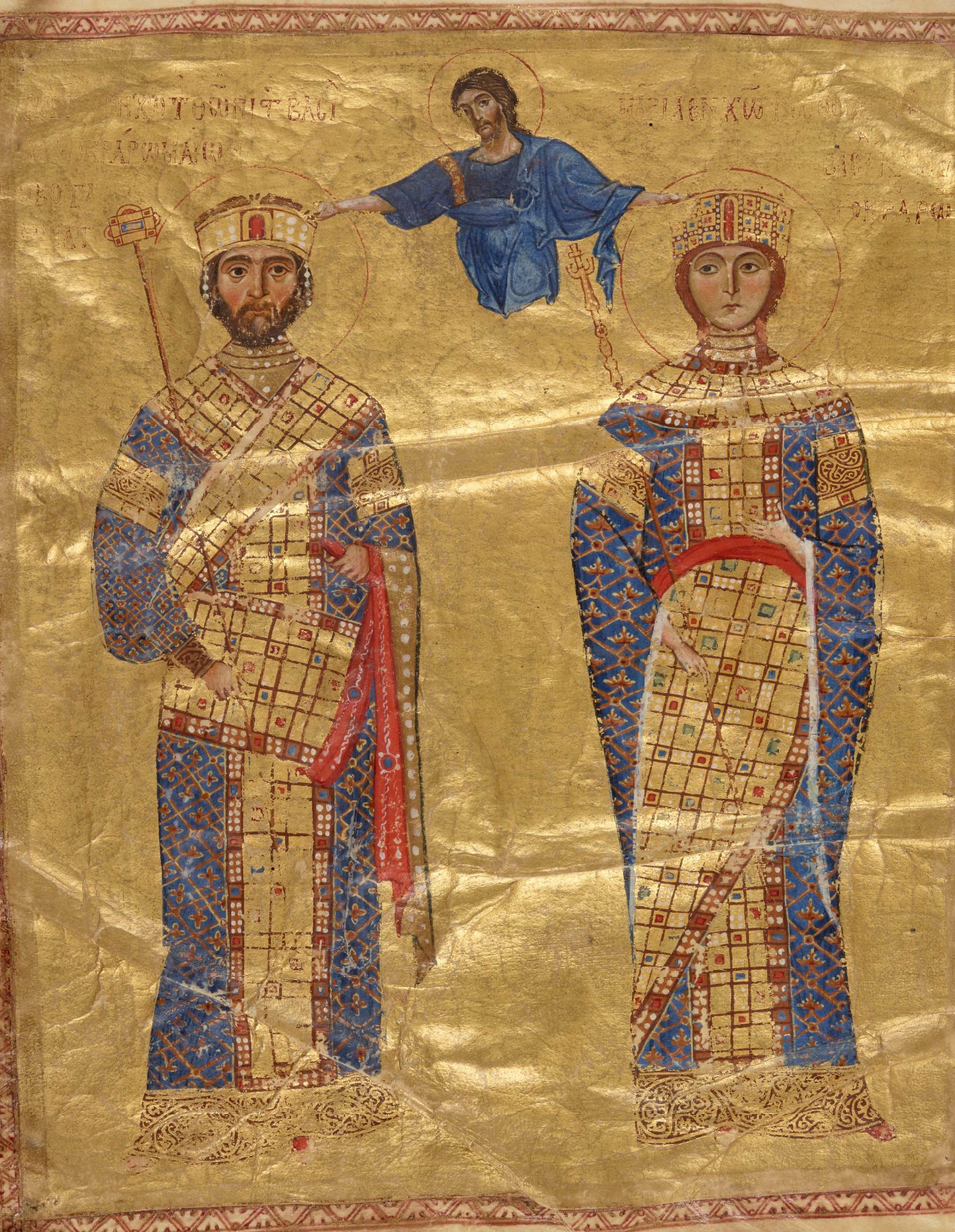
Nicèfor III i Maria d'Alània

Loros (en grec antic λῶρος) era el nom d'una peça de vestir llarga, estreta i brodada que es portava embolicada al voltant del tors i queia sobre la mà esquerra.
Era una de les peces de vestir més importants i distintives que marcava el cerimonial del vestit dels emperadors romans d'Orient. El loros només el portaven la família imperial i alguns dels més alts funcionaris de la cort. Va evolucionar a partir de la trabea triumphalis dels cònsols romans. Hi havia les versions masculina i femenina. Les fonts romanes d'Orient parlen de la «roba loros» ja que el loros condicionava la resta del vestit imperial. La roba imperial una mica menys formal i més secular, que també era la que normalment portaven els alts funcionaris en els actes oficials, era la clàmide. Sota el loros o la clàmide es portava la διβητήσιον ('dibestesion'), una túnica llarga de seda.

## El loros masculí
Les primeres representacions del loros es veuen a les monedes de Justinià II Rinotmet (del 685 al 695 i del 704 al 711). Fins al segle x el loros es posava d'una manera determinada, seguint les pautes de l'antiga trabea. A partir del segle xi va sofrir modificacions i un nou disseny, i es va convertir en una cinta ampla que passava pel coll i es posava per damunt del cap, confonent-se amb l'anomenat Superhumeral. La Dinastia Comnè, després d'haver usat els dos tipus de loros, va abandonar el seu ús. A partir del segle xiv va incorporar una franja daurada que anava cosida a la túnica interior, i el loros potser s'hauria anomenat diadema. La peça de roba va formar part de les vestidures imperials fins a la fi de l'Imperi Romà d'Orient, al segle xv.
El llibre De ceremoniis, escrit en temps de l'emperador Constantí VII Porfirogènit diu que el loros només es portava en ocasions especials, com per exemple en les celebracions del Diumenge de pasqua i la Pentecosta, i per rebre alts dignataris estrangers. Tot i això, el loros sempre era present als retrats imperials. S'havia portat també en les processons triomfals. Els arcàngels, a la iconografia romana d'Orient, portaven també el loros, ja que es consideraven alts funcionaris de Déu.

## El loros femení
Inicialment les emperadrius portaven el mateix loros que els emperadors, però aviat va variar. Al segle xi l'extrem que penjava es va allargar i es va fer més ample, arribava fins als turmells i retornava cap amunt. Es plegava sobre l'avantbraç esquerre, o es subjectava amb el cinturó. També portaven un coll molt ampli, com el Superhumeral, i una gran quantitat de joies a joc amb els dibuixos del loros.